# Exabyte
Un exabyte (derivat del prefix de SI exa-) és una unitat d'informació o emmagatzematge que segueix la pauta de Sistema Internacional d'Unitats, igual a un quintilió de bytes. El símbol de l'exabyte és EB.
- 1 EB = 1,000,000,000,000,000,000 B = 1000 petabytes = 1000 milions gigabytes = 1 milió terabytes

En principi, els microprocessadors de 64 bits de molts ordinadors poden direccionar els 16 exbibytes, o just per sobre dels 18 exabytes, de memòria.